# Anatolio (console)
Anatolio (latino: Anatolius; fl. 420-450) è stato un diplomatico e generale romano, molto influente durante il regno di Teodosio II, per il quale condusse le trattative con Attila, re degli Unni.

## Biografia
Anatolio fu magister militum per Orientem dal 433 al 446, raggiungendo il consolato  nel 440, che tenne con l'imperatore d'Occidente Valentiniano III come collega.
Costruì la fortezza di Teodosiopoli, lungo la frontiera con la Persia e l'Armenia, a metà degli anni 430; nel 440 diresse alcuni lavori ad Eliopoli in Fenicia e fece ricostruire le mura di Gerasa in Arabia. Sempre nel 440, il re sasanide Yazdgard II attaccò i Romani. Teodosio inviò Anatolio a parlamentare con il grande re. Anatolio raggiunse l'esercito sasanide, scese da cavallo e avanzò a piedi; Yazdgard, informato del fatto che si trattava del generale romano, fu spiazzato da una tale dimostrazione di rispetto e si ritirò nel proprio campo con tutto l'esercito. Qui accolse l'inviato di Teodosio, trattandolo con tutti gli onori e accettando la pace. Nel 442 donò alla chiesa di Edessa un reliquiario d'argento per le ossa di Tommaso apostolo. Fece costruire una basilica ad Antiochia che prese il nome di "Basilica di Anatolio". Nel 443 Anatolio riuscì a stipulare una tregua di un anno con Attila, re degli Unni. Nel 446 terminò il proprio servizio come magister militum per Orientem; l'anno successivo è attestato già come patricius.
Nel 448 riuscì a ottenere la pace con gli Unni in cambio di un tributo annuale di 2100 libbre d'oro. Nel 450 Attila era ancora in guerra contro l'Impero romano. Ad un tentativo di abboccamento, il re unno rispose che avrebbe trattato solo con ambasciatori di rango consolare, e fece il nome di Nomo e Anatolio. Anatolio, che nel frattempo era divenuto magister militum praesentalis (carica che tenne almeno fino all'anno successivo), e il suo compagno andarono ad incontrare Attila, il quale all'inizio li trattò male, ma poi cedette alle loro arti oratorie e ai doni che portavano: Attila avrebbe accettato i termini della pace del 448, avrebbe smesso di attaccare l'imperatore Teodosio II sulla scorta dell'accusa di accogliere i fuggitivi dal regno degli Unni, e avrebbe rinunciato alla striscia di territorio a sud del Danubio ottenuta con la pace del 448; pare che la concessione della liberazione di molti prigionieri romani fosse addirittura una concessione fatta personalmente ai due prestigiosi ospiti. Nel 451 partecipò a diverse sessioni del concilio di Calcedonia, come decano dei rappresentanti imperiali. All'inizio del regno di Marciano, Florenzio e Anatolio sconsigliarono all'imperatore di sostenere la rivolta degli Armeni contro i Sasanidi. Ricevette diverse lettere da Teodoreto di Cirro, con richieste di aiuto.